# Rathaus (Weichtungen)

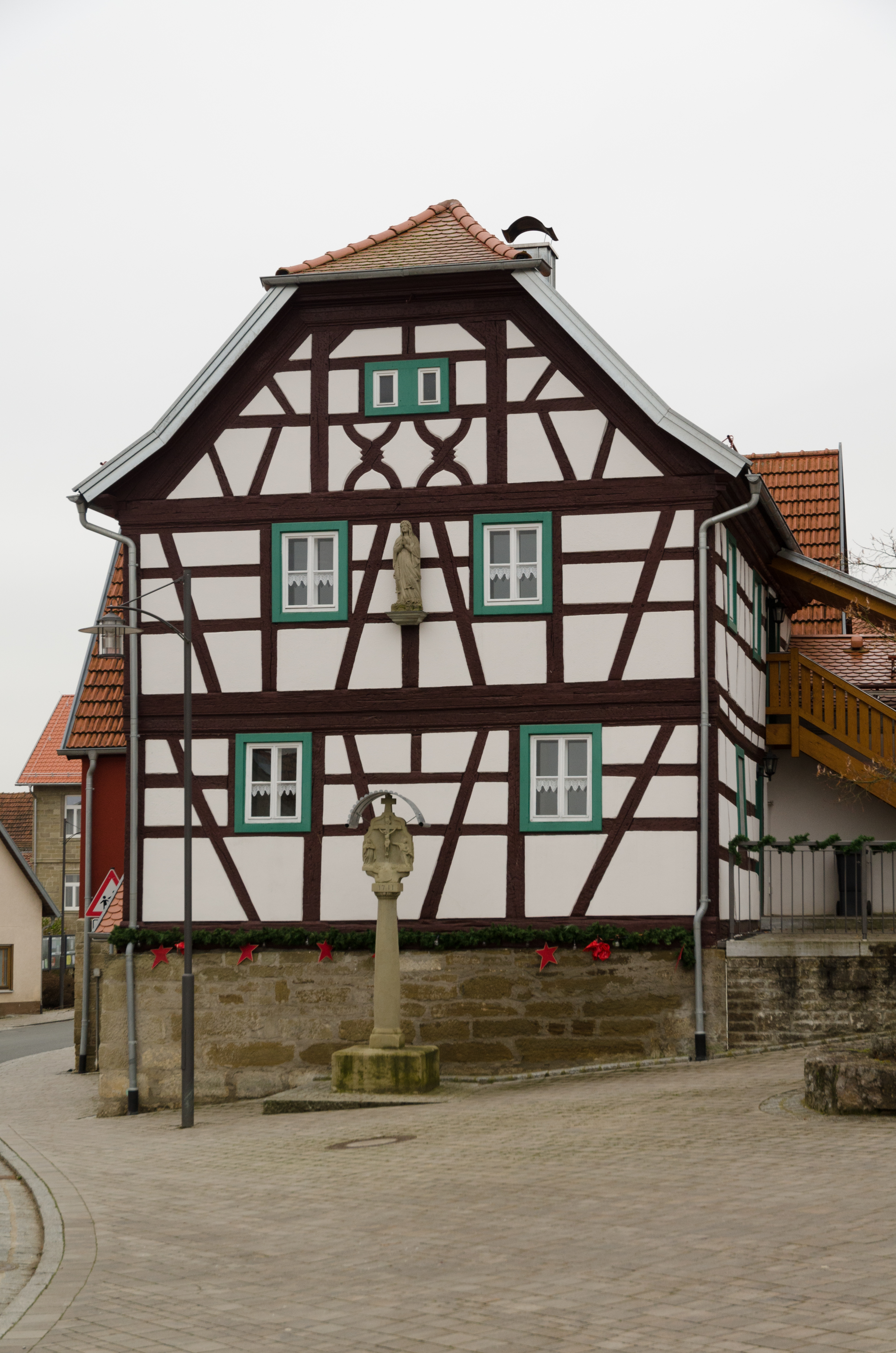
Ehemaliges Rathaus in Weichtungen

Das Rathaus in Weichtungen, einem Ortsteil Marktgemeinde Maßbach im unterfränkischen Landkreis Bad Kissingen in Bayern, wurde um 1800 errichtet. Das ehemalige Rathaus an der Rosenallee 28 ist ein geschütztes Baudenkmal. 
Der zweigeschossige Fachwerkeckbau mit Krüppelwalmdach steht auf einem massiven Sockelgeschoss aus Sandsteinquadermauerwerk. 
Vor der Giebelfassade steht ein Bildstock, der mit den Jahreszahlen 1711 und 1814 bezeichnet ist.